# Secousse sismique (téléfilm)
Secousse sismique (MegaFault) est un téléfilm américain réalisé par David Michael Latt et diffusé le 10 octobre 2009 sur Syfy.

## Fiche technique
- Titre original : MegaFault
- Réalisation : David Michael Latt
- Scénario : Paul Bales (en)
- Société de production : The Asylum
- Durée : 90 minutes
- Pays :  États-Unis

## Distribution
- Brittany Murphy (VF : Dorothée Pousséo) : Dr Amy Lane
- Eriq La Salle (VF : Thierry Desroses) : Charley « Boomer » Baxter
- Bruce Davison : Dr Mark Rhodes
- Justin Hartley (VF : Valéry Schatz) : Dan Lane
- Paul Logan (VF : Éric Peter) : le major Boyd Grayson
- Jack P. Downing : le général Banks
- Reila Aphrodite : Kate
- Miranda Schwein : Miranda Lane
- Jessica Stratton : Dravinski
- Sarah Garvey : Jerry Blair

 Source et légende : version française (VF) sur RS Doublage

## Accueil
Le téléfilm a été vu par environ 2,6 millions de téléspectateurs lors de sa première diffusion.